# Euphorbia hinkleyorum
Euphorbia hinkleyorum es una especie fanerógama perteneciente a la familia de las euforbiáceas.  Es originaria de Perú y noroeste de Argentina.

## Taxonomía
Euphorbia hinkleyorum fue descrita por Ivan Murray Johnston y publicado en Contributions from the Gray Herbarium of Harvard University 70: 72. 1924.
Etimología
Euphorbia: nombre genérico que deriva del médico griego del rey Juba II de Mauritania (52 a 50 a. C. - 23), Euphorbus, en su honor – o en alusión a su gran vientre –  ya que usaba médicamente Euphorbia resinifera. En 1753 Carlos Linneo asignó el nombre a todo el género.
hinkleyorum: epíteto otorgado  en honor de los descubridores de la planta cerca de Arequipa en Perú el Sr. y la Sra. F.E.Hinkley.
Sinonimia
- Tithymalus hinkleyorum (I.M.Johnst.) Soják	[5][6]